# Яворский, Иван Иосифович
Иван Иосифович Яво́рский (укр. Іван Йосипович Яворський; 23 октября 1901, Турка, Округ Турка, Королевство Галиции и Лодомерии, Австро-Венгрия — 21 июня 1957, Дрогобыч, Львовская область, Украина) — советский государственный деятель, председатель Дрогобычского облисполкома (1947—1957).

## Биография
Родился в пророссийски настроенной крестьянской семье. Отец в 1914 г. был арестован австрийскими властями и заключен в концентрационный лагерь Талергоф. Мать в 1915 г. выехала вместе с детьми в Российскую империю.
В 1920 г. окончил семь классов Ростовской-на-Дону трудовой школы (бывшей гимназии). В 1920—1921 гг. — студент первого курса историко-филологического факультета Донского университета в городе (Ростов-на-Дону). В 1921 г. вернулся в родной город Турка, работал в частной конторе адвоката Сохоцкого.
Член Коммунистической партии Западной Украины с 1925 г. Окончил 1 курс Львовского университета. Возглавлял Турковскую районную ячейку КПЗУ.
В 1928—1929 гг. — секретарь Турковского уездного комитета КП Западной Украины (Львовское воеводство). За свою политическую деятельность неоднократно арестовывался властями Польши в 1929 и 1933 гг..
В 1934 г. был назначен председателем Турковского отделения украинского крестьянско-рабочего социалистического объединения «Сельроб». Создал в Турке просоветский литературный кружок «Мир» и спортивное общество «Стрый», организовывал адвокатскую защиту политических заключенных.
После воссоединения Западной Украины с УССР, в 1939—1941 гг. работал директором Турковского деревообрабатывающего комбината (Дрогобычская область).
В 1941 г. был назначен заместителем председателя исполнительного комитета Турковского районного Совета депутатов трудящихся. В июне 1941 г. был эвакуирован в восточные районы СССР, работал учителем семилетней школы в Дагестанской АССР.
Участник Великой Отечественной войны, служил в РККА. С 1944 по 1947 г. — председатель Турковской районной плановой комиссии, председатель исполнительного комитета Турковского районного Совета депутатов трудящихся.
Член ВКП (б) с 1947 г. В 1951—1952 гг. обучался на однолетних партийных курсах.
В мае-ноябре 1947 г. — заместитель председателя исполнительного комитета Дрогобычского областного Совета депутатов трудящихся. В 1947—1957 гг. — председатель Дрогобычского облисполкома.
Депутат Верховного Совета УССР 2-4-го созывов. Кандидат в члены ЦК КП Украины (1952—1957).

## Награды и звания
- орден Ленина (23.01.1948)
- медали

## Источник
- Борцы за воссоединение. — Львов, 1989.
- Справочник по истории Коммунистической партии и Советского Союза 1898—1991